# بروس مكلينان
بروس مكلينان (بالإنجليزية: Bruce McLennan)‏ هو لاعب كرة قدم أسترالية أسترالي، ولد في 28 أبريل 1928، وتوفي في 5 أغسطس 2015.

## وصلات خارجية
- بروس مكلينان على موقع AustralianFootball.com (الإنجليزية)
- بروس مكلينان على موقع AFLtables.com (الإنجليزية)